# سیارک ۱۵۹۷۴۳
سیارک ۱۵۹۷۴۳ (به انگلیسی: 159743 Kluk، نامگذاری:2003FW1) صد و پنجاه و نه هزار و هفتصد و چهل و سومین سیارک کشف شده‌است که در ۲۳ مارس ۲۰۰۳ کشف شد.